# Skövde landsfiskalsdistrikt
Skövde landsfiskalsdistrikt var 1918-1941 ett landsfiskalsdistrikt i Skaraborgs län, bildat när Sveriges indelning i landsfiskalsdistrikt trädde i kraft den 1 januari 1918, enligt beslut den 7 september 1917. Landsfiskalsdistriktet avskaffades den 1 oktober 1941 (genom kungörelsen 28 juni 1941) när Sverige fick en ny indelning av landsfiskalsdistrikt. Dess ingående områden överfördes då till Gudhems landsfiskalsdistrikt.
Landsfiskalsdistriktet låg under länsstyrelsen i Skaraborgs län.

## Ingående områden

### Från 1918
Kåkinds härad:
- Forsby landskommun
- Hagelbergs landskommun
- Norra Kyrketorps landskommun
- Ryds landskommun
- Sventorps landskommun
- Varola landskommun
- Våmbs landskommun
- Värsås landskommun
- Öms landskommun